# Kogia pusilla
Espèce
Kogia pusilla est une espèce éteinte de cachalots.